# Next Friday
Pour les articles homonymes, voir Friday.
Série
Friday
(1995) Friday After Next
(2002)
Pour plus de détails, voir Fiche technique et Distribution.
Next Friday, ou Drôle de vendredi au Québec, est un film américain réalisé par Steve Carr et sorti en 2000. Il s'agit de la suite de Friday sorti cinq ans plus tôt.

## Synopsis
Craig Jones, originaire d'un quartier de Los Angeles, s'installe chez son oncle Elroy à Rancho Cucamonga, pour échapper à la vengeance de Debo. Là-bas il retrouve également son cousin Day-Day. Ce dernier a aussi pas mal de problèmes : son ex-copine D-Wana est enceinte et la sœur de D-Wana, Baby D', lui en veut beaucoup…

## Fiche technique
- Titre original et français : Next Friday
- Titre québécois : Drôle de vendredi
- Réalisation : Steve Carr
- Scénario : Ice Cube
- Photographie : Christopher Baffa
- Montage : Elena Maganini
- Musique : Terence Blanchard
- Production : Ice Cube
- Sociétés de production : New Line Cinema et Cube Vision
- Société de distribution : Universal Studios Home Video Canada
- Budget : 11 millions de dollars
- Pays de production :  États-Unis
- Langue : anglais
- Format : Couleur • 1.85:1 • 35mm - Dolby Digital • DTS • SDDS
- Genre : stoner comedy
- Durée : 98 minutes
- Dates de sortie[1] :
  - États-Unis : 12 janvier 2000
  - France : 7 mars 2001 (directement en vidéo)
- Classification[2] :
  - États-Unis : R
  - France : tous publics

## Distribution
Légende : VF = Version française[réf. nécessaire] et VQ = Version québécoise
- Ice Cube (VF : Lionel Henry ; VQ : François L'Écuyer) : Craig Jones
- Mike Epps (VF : Christophe Lemoine ; VQ : Daniel Picard) : Day-Day Jones
- Justin Pierce (VF : Vincent Barazzoni ; VQ : Benoit Éthier) : Roach
- John Witherspoon (VF : Pascal Renwick ; VQ : Manuel Tadros) : M. Jones
- Don 'D.C.' Curry (VF : Bruno Dubernat ; VQ : Jean-Luc Montminy) : Oncle Elroy
- Jacob Vargas (VF : Adrien Antoine ; VQ : Jacques Lussier) : Joker
- Lisa Rodríguez (VF : Kelvine Dumour) : Karla
- Lobo Sebastian (VQ : Luis de Cespedes) : Cadet Joker
- Rolando Molina (VQ : Daniel Lesourd) : Bébé Joker
- Tommy "Tiny" Lister (VF : Benoît Allemane ; VQ : Pierre Chagnon) : Deebo
- Kym Whitley (en) (VQ : Johanne Léveillé) : Suga (« Sucre d'orge » en VQ)
- Amy Hill (VQ : Flora Balzano) : Mme Ho-Kym
- Tamala Jones (VF : Laure Sabardin ; VQ : Hélène Mondoux) : D'wana
- The Lady of Rage : Baby D' (créditée sous le nom de Robin Allen)
- Clifton Powell (VF : Michel Vigné ; VQ : Benoît Rousseau) : Pinky
- Sticky Fingaz (VF : Ludovic Baugin) : Tyrone
- Michael Rapaport : le postier (non crédité)

## Production
C'est le premier film produit par Cubevision, la société de production du rappeur-acteur-producteur Ice Cube.
Le film a été tourné à Rancho Cucamonga en Californie.

## Bande originale
La bande originale de Next Friday est composée de titres hip-hop et R'n'B d'Ice Cube, N.W.A., Aaliyah, Wu-Tang Clan... L'album n'a pas rencontré le même succès que la bande son de Friday, mais se classe cependant 19e au Billboard 200 et 5e au Billboard Top R&B/Hip-Hop Albums.
Liste des titres
1. "You Can Do It" (Ice Cube featuring Mack 10 & Ms. Toi)
2. "Chin Check" (N.W.A. featuring Snoop Dogg)
3. "We Murderers Baby" (Ja Rule & Vita (en))
4. "Hot" (Toni Estes)
5. "Livin' It Up" (Pharoahe Monch)
6. "Fried Day" (Bizzy Bone)
7. "I Don't Wanna" (Aaliyah)
8. "Low Income" (Wyclef Jean)
9. "Shaolin Worldwide" (Wu-Tang Clan)
10. "Good Friday" (Big Tymers (en) featuring Lil Wayne & Mack 10)
11. "Friday" (Krayzie Bone)
12. "Mamacita" (Frost, Kurupt, Soopafly & Don Cisco)
13. "Make Your Body Sing" (The Isley Brothers featuring Ron Isley)
14. "Murder Murder" (Eminem)
15. "Money Stretch" (Lil' Zane (en))

## Saga
- 1995 : Friday de F. Gary Gray
- 2000 : Next Friday de Steve Carr
- 2002 : Friday After Next de Marcus Raboy (en)
- 2007 : Friday: The Animated Series, série animée de 8 épisodes diffusée sur la chaîne américaine MTV2